# Solayoh
A Solayoh egy dal, amely Fehéroroszországot képviselte a 2013-as Eurovíziós Dalfesztiválon, Malmőben. A dalt a fehérorosz származású Alyona Lanskaya adta elő angol nyelven.
December 7-én tartotta Fehéroroszország a nemzeti döntőjét, ahol a 10 versenyző közül Alyona Lanskaya nyert jogot a malmői Eurovízión való indulásra, “Rhythm Of Love” című dalával. Azonban az énekesnő úgy döntött, megváltoztatja a dalát. Március 6-án mutatták be a végleges versenydalt, a Solayoh-t.
A dalt az Eurovíziós Dalfesztiválon először a május 14-én megrendezett első elődöntőben adták elő, a fellépési sorrendben tizenegyedikként a litván Andrius Pojavis Something című dala után, és a moldáv Aliona Moon O mie című dala előtt. Az elődöntőben 64 ponttal a 7. helyen végzett, így továbbjutott a döntőbe.
A május 18-án rendezett döntőben a fellépési sorrendben nyolcadikként adták elő az észt Birgit Et uus saaks alguse című dala után, és a máltai Gianluca Tomorrow című dala előtt. A szavazás során 48 pontot szerzett, amely a 16. helyet jelentette a huszonhat fős mezőnyben.

## Külső hivatkozások
- Dalszöveg
- A dal videóklipje
- A Solayoh című dal előadása az Eurovíziós Dalfesztivál döntőjében